# 選挙と鬱
『選挙と鬱』（せんきょとうつ）は、2025年6月28日公開の日本映画。

## 概要
2022年の参議院議員選挙に立候補した水道橋博士の選挙活動に密着したドキュメンタリー作品。選挙活動チームの一員となった青柳拓監督が内側からリアルなディテールを映し出し、うつ病による辞任とその後を追い続けている。

## あらすじ
2022年6月、お笑いタレントの水道橋博士はれいわ新選組から参議院議員選挙に急遽立候補することになった。弟子、元マネージャー、芸人仲間といった素人チームによる手探りの選挙活動だったが、モハメド・アリの名言「Me We（私はあなたたちだ。あなたたちは私だ）」から民主主義の根幹としての政策を打ち出した。比例代表候補として全国を飛び回り、期間中に起こった安倍元首相銃撃事件に翻弄されつつも、奇跡的に当選を勝ち取る。しかし国会初登院からわずか3ヶ月後、水道橋博士はうつ病を発症。休職と辞任を余儀なくされる。

## 登場人物
- 水道橋博士
- 町山智浩
- 三又又三
- 原田専門家
- 山本太郎
- やはた愛
- 大石あきこ

## スタッフ
- 監督：青柳拓
- 構成・プロデューサー：大澤一生
- 撮影：青柳拓、辻井潔
- 編集：辻井潔
- 音楽：秋山周

## 製作背景
- 町山智浩が当時Twitter（現X）で「水道橋博士の選挙を映画に撮ってくれるドキュメンタリー映画作家の方はいませんか？」と募集しており、それを見ていた青柳のもとに「青柳監督はご興味ありますでしょうか？」と直接オファーした。不安を抱いていた青柳だったが、博士の「面白い選挙にする」という豪語により快諾した[2]。
- 青柳の「命がけでやります」という言葉に対し、博士は「24時間いつでもどこでも撮ってください。僕は著作権フリーですので」と返した[2]。